# Carlos Martins
Carlos Jorge Neto Martins, född 29 april 1982 i Oliveira do Hospital, Coimbra, är en portugisisk före detta fotbollsspelare (mittfältare) som senast spelade för Belenenses.
Han blev uttagen i Portugals trupp till EM i fotboll 2012. Martins blev dock skadad och ersatt av Hugo Viana.

## Meriter
Sporting
- Portugisiska supercupen: 2002
- Uefacupen: Andra plats 2004–05

Benfica
- Portugisiska ligan: 2009–10
- Portugisiska ligacupen: 2008–09, 2009–10, 2010–11